# Stenasellus vermeuleni
Stenasellus vermeuleni är en kräftdjursart som beskrevs av Guy Magniez och Jan Hendrik Stock 2000. Stenasellus vermeuleni ingår i släktet Stenasellus och familjen Stenasellidae. Inga underarter finns listade i Catalogue of Life.